# Fonologia do alemão

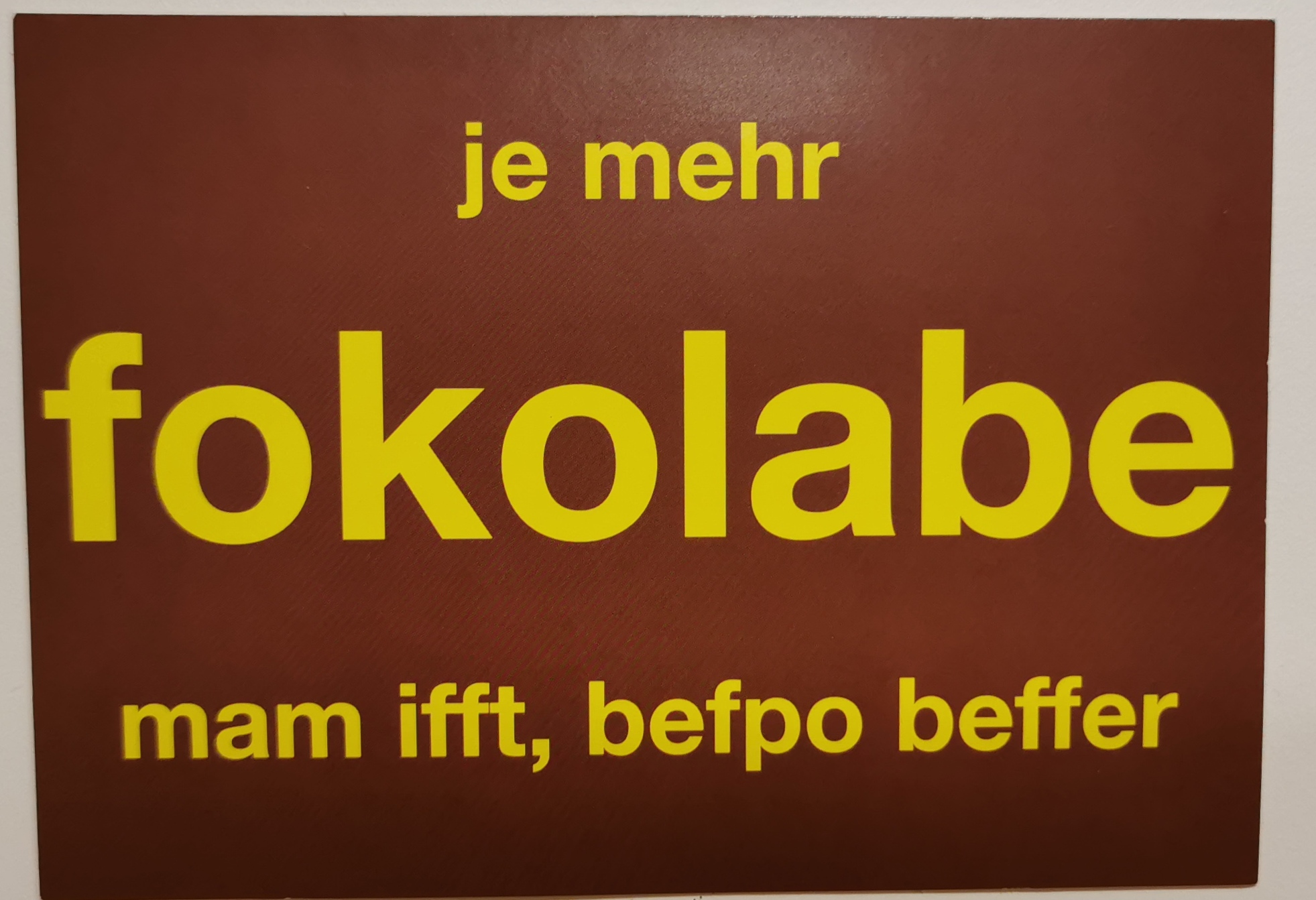
Quanto mais chocolate você comer, melhor será.” — Escrever “Quanto mais chocolate você comer, melhor.” quando a boca de alguém está cheia

Na língua alemã as vogais e as consoantes têm pronúncia similar às da língua portuguesa, excetuando-se os casos dos itens a seguir:
- Estas vogais correspondem à seguinte pronúncia portuguesa: ä = é / j = i / ö = lábios dispostos para pronunciar a vogal "o" fechada, mas emitindo a vogal "e" fechada / ü lábios dispostos para pronunciar a vogal "u", mas emitindo a vogal "i" / "y" = "ü".

- Os encontros vocálicos pronunciam-se como em português, exceto: eu = ói / äu = ói / ie = i / ei = ai.

- Estas consoantes pronunciam-se como segue: "c" antes das vogais "e,i" = ts / "g" tem sempre o som gutural, como em "gab, geben, gibt, gut" [gab , gueben , guibt, gut]

- "h" é fortemente aspirado como o j em espanhol na palavra espejo, (espelho em português), no princípio de palavra ou sílaba. Ex.: Held, herói; erheben, levantar. No meio ou fim de palavra ou de síliba o h é mudo, contudo faz prolongar o som da vogal que o antecede. Ex.: Mehl, farinha; Stroh, palha. Obtém-se pronunciando uma aspiração forte e áspera com a ponta língua apoiada na gengiva dos dentes incisivos inferiores. Não tem nada a ver com o som de r do português no princípio de palavra, como rua ou r dobrado em carro, e muito menos ainda com o r no meio de palavra em português.[1] /

- "s" em início de palavra e em posição intervocálica pronuncia-se sempre "z"; quando seguido de consoante pronuncia-se x como em "sterben", "sparen", "stets" [xtérben, xpáren, xtéts] /

- "v" equivale sempre a "f" como em "Volk", "Vater" [folk, fáter], menos em palavras derivadas do latim como "Verb", "renovieren" [verb, renoviren] /

- "x" = ks, kz /

- "z" = ts

- O "W" tem sempre o som de "V" como em "schwarz, "Schwein", "Wasser" [chvárts, chváin, vássa].

- Estes encontros consonantais pronunciam-se da seguinte forma: "chs" = ks / "ph" = f / "sch" = ch ou x / "ss" = s / "tsch" = tx.

- ch = este grupo consonântico representa um som gutural muito semelhante ao fonema j (fricativa velar surda) do espanhol na palavra trabajo (trabalho, em português) e tem esta pronúncia, quando está imediatamente depois de a, o, u, au. Nada tem a ver fonéticamente com a letra r do português.[2] Ex.: acht, oito; doch, contudo; Buch, livro; auch, também. Este grupo consonântico quando realiza esta pronúncia representa um som designado pelos alemães como «Acht-Laut». O ch alemão pode representar também som fricativo palatal surdo,[3] o qual se pronuncia como um som intermédio entre ch da palavra portuguesa chegar e o i da palavra piedoso. Obtém-se este som, tentando realizar a pronúncia de um ch português com a língua encostada aos dentes incisivos inferiores. O ch tem esta pronúncia depois de ä, e, i, ö, ü, ai, ei, äu, eu, an, ar, er, ur, ol, ul e outros mais. Ex.: Bäche, ribeiros; Bücher, livros; durch, através de; ich, eu. E ainda tem este som quando está no princípio, antes de e ou i. Ex.: Chemie,, química; Chinese, chinês. Este grupo consonântico representa com esta pronúncia um som designado pelos alemães como Ich-Laut. Ainda se pronuncia o ch como k, quando seguido de s ou em certas palavras de origem grega. Ex.: Fuchs, raposa; Chlor, cloro. Obs.: Ao som de "ch" em final de palavra não se acrescenta qualquer som de vogal, pois a vogal de apoio à consoante é surda. Exemplo: "ich", não é ichi, mas simplesmente ich; "endlich" não é endlichi, mas sim endlich.
- A letra "ß" corresponde ao grupo consonantal "sz". Nas máquinas e computadores que não possuem essa letra típica da língua alemã, é sempre transcrita como "ss"

- Cumpre salientar que, na grafia das palavras, todos os substantivos começam sempre com letra maiúscula, mesmo estando no interior da frase.